# Ntomba (peuple)
Pour les articles homonymes, voir Ntomba.
Les Ntomba est une population d'Afrique centrale vivant en République démocratique du Congo, le long de la rivière Maringa. Ils appartiennent au grand groupe Anamongo et ils font partie du groupe linguistique Ngala.

## Ethnonymie

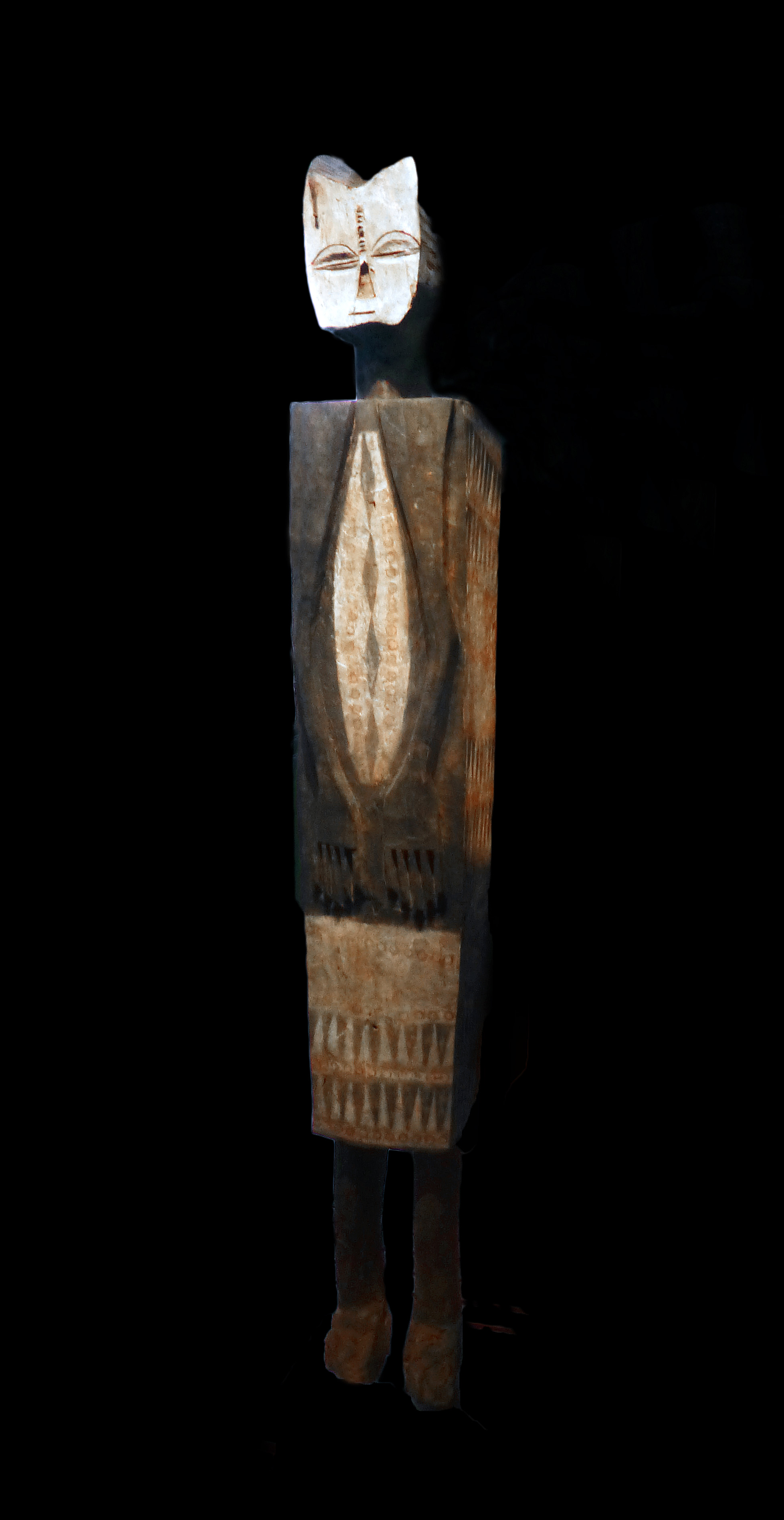
Cercueil anthropomorphe efomba.

Selon les sources, on observe plusieurs variantes : Lontomba, Matumba, Ntombas, Ntomb'é njalé, Ntombe, Ntumba, Tomba,  
Tumba.

## Langue
Leur langue est le ntomba, une langue bantoue, dont le nombre de locuteurs était estimé à 100 000 en 1980.

## Culture

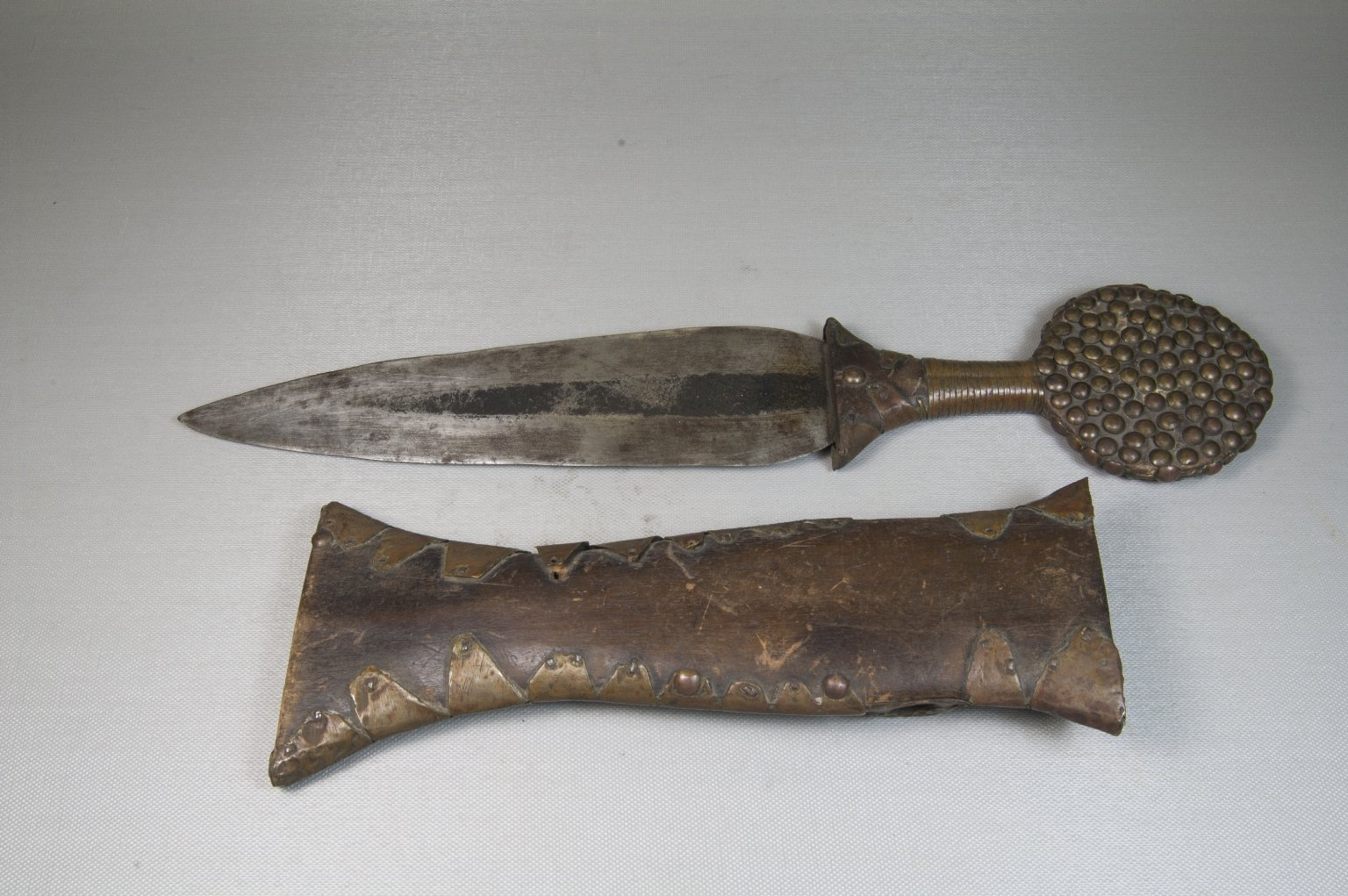
Couteau et fourreau.